# Домбровски, Луц
Луц Домбровски (род. 25 июня 1959, Цвиккау, Карл-Маркс-Штадт) — легкоатлет из ГДР, прыгун в длину, чемпион Олимпийских игр 1980 года в Москве.

## Биография
Родился 25 июня 1959 года в городе Цвиккау, земля Саксония (ныне Свободное государство Саксония в составе Германии).
Его отец Гельмут Домбровски занимался прыжками в длину и имел лучший результат 7,18 м. Сын пошёл по стопам отца и уже в раннем возрасте проявил свой спортивный талант. В 14 лет он имел в прыжках в длину результат 6,41 м, в 17 лет — 7,55 м. 26 мая 1979 года в Карл-Маркс-Штадте в возрасте 20 лет он показал результат 8,20 м, на 1 см превысив рекорд ГДР Клауса Беера, установленный на Олимпиаде 1968 года в Мехико. В том же году Домбровски улучшает рекорд ГДР ещё дважды: 13 июня в Дрездене он показывает 8,29 м, и 4 августа в Турине на кубке Европы — 8,31 м.
В 1979 году к молодому спортсмену приходят первые международные успехи — 4 августа он с результатом 8,31 м выиграл кубок Европы, а затем 26 августа с результатом 8,27 м занял второе место а кубке мира, где победил американец Ларри Майрикс с результатом 8,52 м.
Прыжок Майрикса был заметной вехой в развитии этой дисциплины, которая в конце 1970-х годов начала выходить из шока, вызванного феноменальным мировым рекордом 8,90 м Боба Бимона в финале Олимпиады 1968 года в высокогорном Мехико. Майрикс первым после Бимона преодолел психологически важный рубеж 8,50 м. Результат Майрикса стал вторым в истории лёгкой атлетики и считался неофициальным мировым рекордом для равнинных стадионов. В следующем году Лутц Домбровски отберёт у Майрикса этот рекорд, прибавив к нему 2 см.
Предолимпийские старты 1980 года были характерны острым соперничеством Лутца Домбровски с его товарищем по команде Франком Пашеком. 28 мая в Берлине Пашек отобрал у Домбровски рекорд ГДР, прыгнув на 8,36 м. 5 июля в Дрездене Домбровски вернул себе рекорд, показав на 8,45 м. Это был третий результат в истории лёгкой атлетики и повторение рекорда Европы, установленного в 1975 году югославом Ненадом Стекичем.
Бойкот Олимпийских игр, организованный администрацией США, оставил сильнейших американских прыгунов за чертой претендентов и позволил Домбровски легко одержать победу. В пятой попытке он прыгнул 8,54 м, установив рекорд Европы и опередив Ларри Майрикса в заочном споре. Для американцев, которые традиционно измеряют дальность прыжков в английской системе мер, это был второй после Бимона прыжок за психологически важный рубеж 28 футов. Производила впечатление и прекрасная серия победителя — 8,34; 8,32; 8,21 и 8,15 м при одной пропущенной попытке. Любая из трёх его лучших попыток обеспечила бы ему победу над Франком Пашеком, который с результатом 8,21 м занял второе место. Победный результат Домбровски до сих пор является рекордом Германии.
В 1981 году Домбровски переключается на тройной прыжок и достигает результата 16,61 м. Он занимает пятое место в Кубке Европы и седьмое место в Кубке мира.
В 1982 году Лутц Домбровски возвращается к прыжкам в длину и с результатом 8,41 м становится чемпионом Европы. Его преимущество в этих соревнованиях было подавляющим. Он опередил занявшего второе место испанца Антонио Коргоса на 22 см. Любой из его четырёх лучших прыжков (8,41 — 8,30 — 8,30 — 8,25) обеспечил бы ему золотую медаль.
Дважды (1979, 1984) Лутц Домбровски был чемпионом ГДР на открытых стадионах и один раз (1980) — в залах.
После объединения Германии Луц Домбровски избран в бундестаг от левого крыла Партии демократического социализма, однако вынужден был уйти из политики, когда стало известно о его восьмилетнем сотрудничестве со Штази. В настоящее время работает тренером и представителем спортивного общества города Швебиш-Гмюнд. 10 апреля 2003 года выл внесён в «Зал славы» германской легкой атлетики.
Дочь Домбровски Сюзанна занимается бегом на короткие дистанции и прыжками в длину.

## Результаты
Все результаты за 8,20 м
Цветными ячейками выделены медали на крупнейших международных соревнованиях. Светло-серой строкой отмечены результаты, показанные при скорости попутного ветра выше нормы (2 м/с).
| Результат | Ветер | Место            | Дата       | Другие попытки      | Примечание                            |
| --------- | ----- | ---------------- | ---------- | ------------------- | ------------------------------------- |
| 8,20      | 0,9   | Карл-Маркс-Штадт | 26.05.1979 |                     | Рекорд ГДР                            |
| 8,29      | 1,6   | Дрезден          | 13.06.1979 |                     | Рекорд ГДР                            |
| 8,27      | -0,2  | Потсдам          | 29.07.1979 |                     |                                       |
| 8,31      | 1,4   | Турин            | 04.08.1979 | 8,25                | Кубок Европы. Рекорд ГДР              |
| 8,27      | 0,0   | Монреаль         | 26.08.1979 |                     | Кубок мира                            |
| 8,45      | 1,9   | Дрезден          | 05.07.1980 | 8,34 8,31           | Рекорд ГДР, повторение рекорда Европы |
| 8,54      | 0,9   | Москва           | 28.07.1980 | 8,34 8,32 8,31      | Олимпийские игры. Рекорд Европы       |
| 8,25      | -1,0  | Афины            | 08.09.1982 |                     |                                       |
| 8,41w     | 2,9   | Афины            | 09.09.1982 | 8,30 8,30 8,25      | Чемпионат Европы                      |
| 8,28      | 1,6   | Эрфурт           | 03.06.1984 |                     |                                       |
| 8,36      | 0,2   | Берлин           | 20.07.1984 | 8,24                |                                       |
| 8,50      | 2,0   | Дрезден          | 27.07.1984 | 8,48 8,42 8,25 8,21 | Фестиваль «Золотой овал»              |
| 8,25      | 0,6   | Токио            | 14.09.1984 |                     |                                       |

## Личные рекорды
- 100 м: 10,4 с
- Прыжки в высоту: 2,10 м
- Прыжки в длину: 8,54 м
- Тройной прыжок: 16,61 м